# Cezary Miszta
Cezary Miszta (ur. 30 października 2001 w Łukowie) – polski piłkarz, występujący na pozycji bramkarza, od 2024 w portugalskim klubie Rio Ave FC. W swojej karierze występował również w Radomiaku Radom i Legii Warszawa. Reprezentant Polski U-21.

## Sukcesy

### Legia Warszawa
- Mistrzostwo Polski: 2020/2021[2]
- Puchar Polski: 2022/2023[2][4]